# Cable & Wireless
Die Cable & Wireless Plc war eines der größten Telekommunikationsunternehmen der Welt. Gegründet wurde das Unternehmen 1872 von John Pender als Eastern Telegraph Company. In der Mitte der 1980er Jahre stellte Cable & Wireless als erstes Unternehmen in England eine Alternative zur British Telecom beim Telefon dar. Später wurde das Angebot um Kabelfernsehen erweitert. Bis zur Aufspaltung stellte es zusammen mit Unternehmen wie Level 3 Communications sowie AT&T einen beträchtlichen Teil des Internet-Backbones weltweit.
Cable & Wireless verkaufte 2000 das Tochterunternehmen Hong Kong Telecom an das chinesische Unternehmen PCCW.
Am 23. April 2012 einigte sich das britische Mobilfunkunternehmen Vodafone Group mit Cable & Wireless über eine Übernahme durch Vodafone für 1,04 Milliarden Pfund (umgerechnet etwa 1,29 Milliarden Euro). Am 19. Juni 2012 stimmten die Cable & Wireless-Aktionäre der Übernahme zu. Danach wurde das Unternehmen in die Cable & Wireless Communications (CWC) sowie die Cable & Wireless Worldwide aufgespalten, wobei letzteres im Jahr 2012 mit der Vodafone Group Plc.verschmolzen wurde. CWC wurde 2016 von Liberty Global gekauft und ist jetzt Teil der Liberty Global Gruppe (LiLAC), des größten Breitband-Kabelnetzbetreibers außerhalb der Vereinigten Staaten.
Cable & Wireless hatte die maledivische Internetzensur übernommen, die von Reporter ohne Grenzen als starke Einschränkung der Meinungsfreiheit kritisiert wurde.